# Wild Gift
Wild Gift é o segundo álbum de estúdio da banda de punk rock X, foi lançado em maio de 1981 pela Slash Records. O produtor do registro foi Ray Manzarek ex-integrante do The Doors.
Segundo Robert Christgau, as letras do álbum, quase todas escritas por Exene e John Doe, falam dos conflitos amorosos, da culpa em relação ao sexo, e da falta de paz da sub-cultura punk:
"Quantas vezes temos um grande álbum de amor e um grande álbum punk no mesmo pacote?" Robert Christgau

## Faixas
- Todas as faxias escritas por John Doe e Exene Cervenka, exceto as anotadas.

Lado A
1. "The Once Over Twice" – 2:31
2. "We're Desperate" – 2:00
3. "Adult Books" – 3:19
4. "Universal Corner" – 4:33
5. "I'm Coming Over" – 1:14
6. "It's Who You Know" – 2:17

Lado B
1. "In This House That I Call Home" – 3:34
2. "Some Other Time" – 2:17
3. "White Girl" – 3:27
4. "Beyond and Back" – 2:49
5. "Back 2 the Base" – 1:33
6. "When Our Love Passed Out on the Couch" – 1:57
7. "Year 1" – 1:31

Faixas bônus (2001, CD)
1. "Beyond and Back" (ao vivo) – 2:48
2. "Blue Spark" (Demo) – 2:04
3. "We're Desperate" (versão Single) – 2:01
4. "Back 2 the Base" (ao vivo) – 1:40
5. "Heater" (Rehearsal) (Doe) – 2:32
6. "White Girl" (remix) – 3:29
7. "The Once Over Twice" (remix) – 2:35